# Dora Pejačević
Dora Pejačević (Pejácsevich) (ur. 10 września 1885 w Budapeszcie, zm. 5 marca 1923 w  Monachium) – chorwacka kompozytorka.

## Życiorys

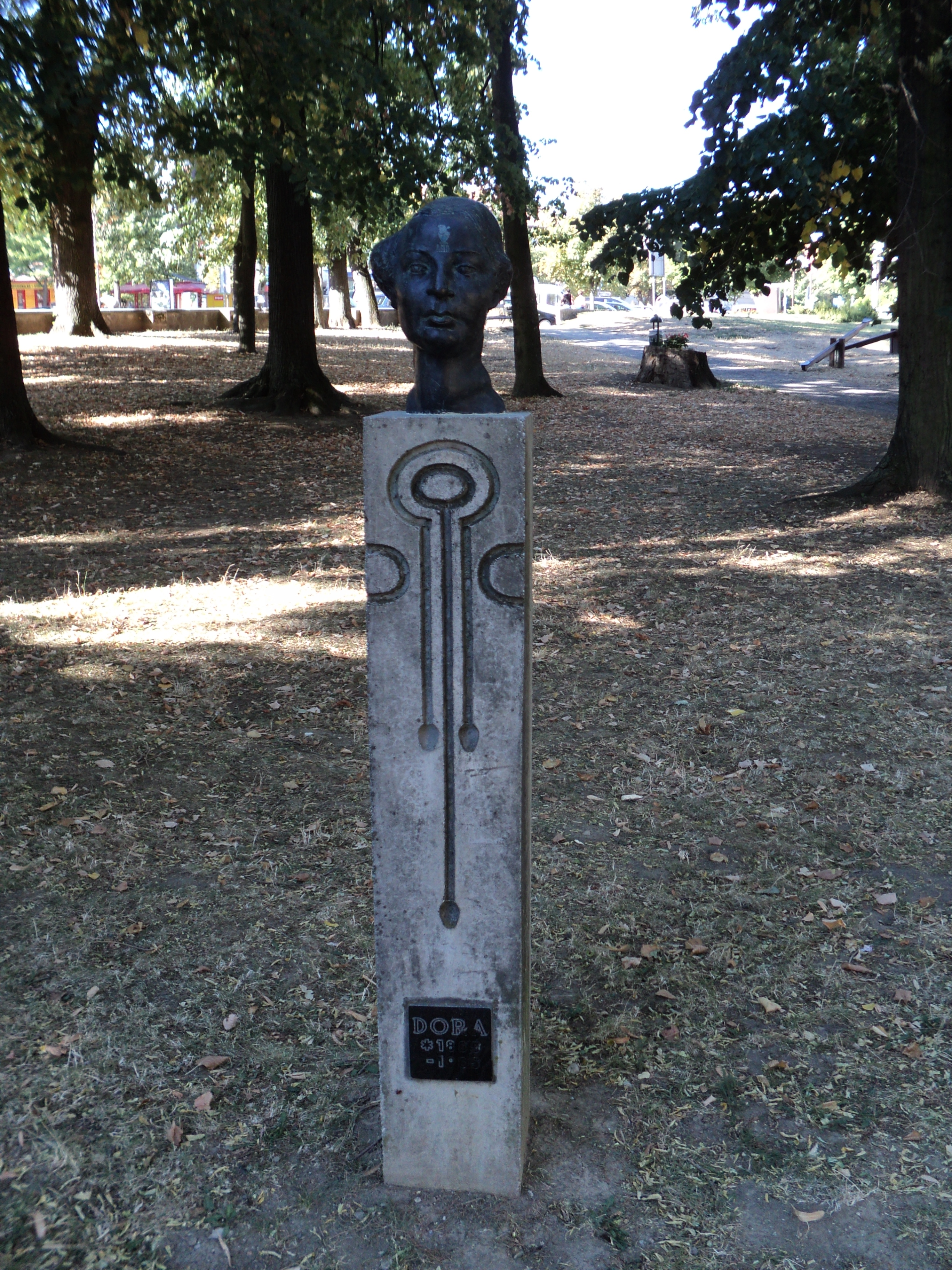
Popiersie w Našicach

Urodziła się w chorwackiej rodzinie szlacheckiej. Jej ojcem był Ban Teodor Pejačević, a matką węgierska baronowa Elisabeta-Lilla Vay de Vaya, wykształcona pianistka i śpiewaczka. Pierwsze lekcje muzyki odbyła u organisty Károlyego Noszedy w Budapeszcie. Kontynuowała naukę w Zagrzebiu u Václava Humla (skrzypce), Ćirila Junka (teoria) i prywatnej szkole Dragutina Kaisera (instrumentacja). Od 1909 pobierała indywidualne lekcje w Dreźnie u Percy'ego Sherwooda i w Berlinie u Waltera Courvoisiera i Henriego Petriego. Przede wszystkim jednak kształciła się sama przez wymianę doświadczeń z innymi artystami.
W Chorwacji mieszkała w Zamku Pejačević w Našicach. W 1903 rodzina przeprowadziła się do Zagrzebia. W 1907 powróciła do Našic, by wkrótce przenieść się do Drezna i następnie, w 1911, do Monachium. Od wybuchu I wojny światowej do końca wojny pomagała w rodzinnym zamku jako pielęgniarka. Równocześnie dużo komponowała.
Następnie mieszkała w Budapeszcie, Pradze, Wiedniu. Po ślubie, w 1921, z Ottomarem Lumbe osiadła w Monachium. Zmarła tam w 1923 w wyniku komplikacji przy porodzie. Została pochowana w rodzinnych Našicach.

## Twórczość
Pozostawiła po sobie 38 opusów (106 utworów) w większości w stylu późnoromantycznym. Tworzyła pieśni, utwory fortepianowe, muzykę kameralną jak i utwory symfoniczne.

## Upamiętnienie
- W 1993 Zvonimir Berković nakręcił film biograficzny Kontesa Dora (Hrabina Dora), w którym główne role zagrali Alma Prica i Rade Šerbedžija[4]